# اوسیپی (نیوهمپشایر)
اوسیپی، نیوهمپشایر (به انگلیسی: Ossipee, New Hampshire) یک شهرک در ایالات متحده آمریکا است که در شهرستان کارول، نیوهمپشایر واقع شده‌است.

## خصوصیات
اوسیپی ۱۹۵٫۷ کیلومترمربع مساحت و ۴٬۳۴۵ نفر جمعیت دارد و ۲۰۸ متر بالاتر از سطح دریا واقع شده‌است.